# Rhynchostegium submenadense
Rhynchostegium submenadense là một loài rêu trong họ Brachytheciaceae. Loài này được Thér. & P. de la Varde mô tả khoa học đầu tiên năm 1917.